# Л’Эшель
Л’Эше́ль (фр. L'Échelle) — коммуна во Франции, находится в регионе Шампань — Арденны. Департамент — Арденны. Входит в состав кантона Рюминьи. Округ коммуны — Шарлевиль-Мезьер.
Код INSEE коммуны — 08149.
Коммуна расположена приблизительно в 190 км к северо-востоку от Парижа, в 95 км севернее Шалон-ан-Шампани, в 18 км к западу от Шарлевиль-Мезьера.

## Население
Население коммуны на 2008 год составляло 145 человек.
| 1962 | 1968 | 1975 | 1982 | 1990 | 1999 | 2008 |
| ---- | ---- | ---- | ---- | ---- | ---- | ---- |
| 182  | 204  | 193  | 198  | 184  | 146  | 145  |

## Экономика
В 2007 году среди 81 человека в трудоспособном возрасте (15—64 лет) 57 были экономически активными, 24 — неактивными (показатель активности — 70,4 %, в 1999 году было 60,9 %). Из 57 активных работали 53 человека (30 мужчин и 23 женщины), безработных было 4 (3 мужчин и 1 женщина). Среди 24 неактивных 9 человек были учениками или студентами, 6 — пенсионерами, 9 были неактивными по другим причинам.

## Достопримечательности
- Церковь Сен-Пьер.
- Замок Л’Эшель[фр.] (XV век). Исторический памятник с 1926 года.[3]
- Музей школы прошлого. Расположен в замке.

## Фотогалерея

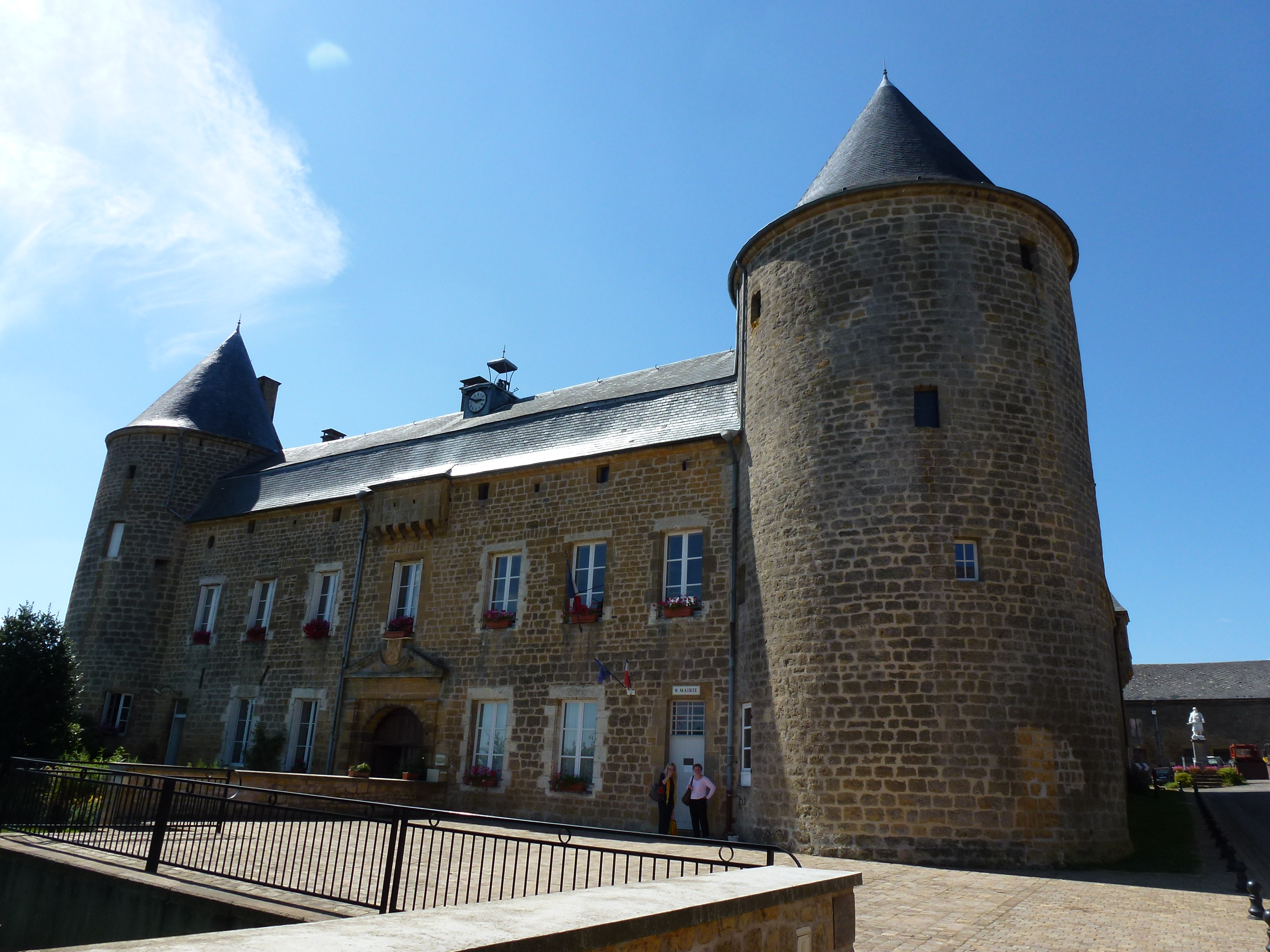
Замок Л’Эшель (мэрия и музей)
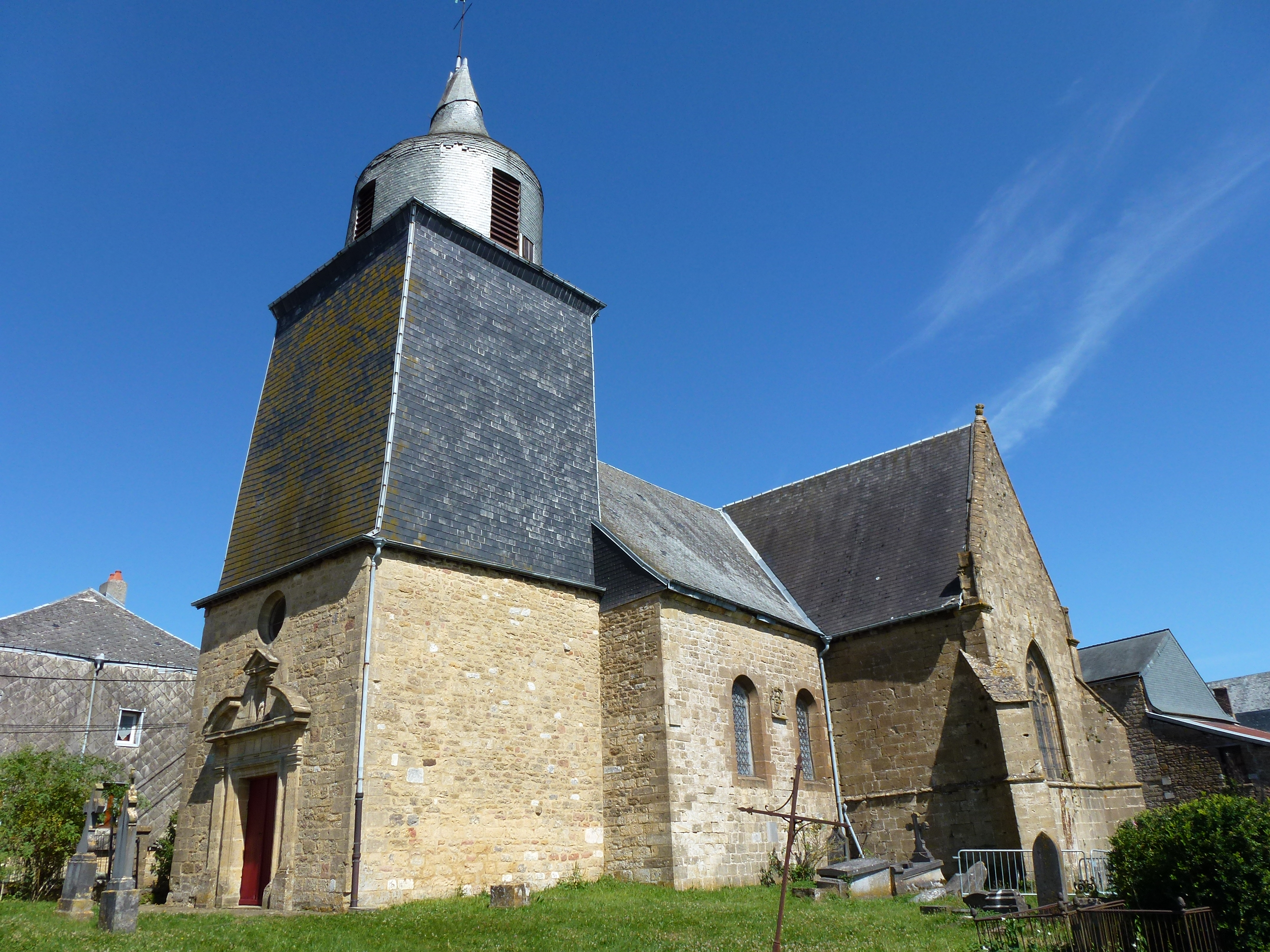
Церковь Сен-Пьер
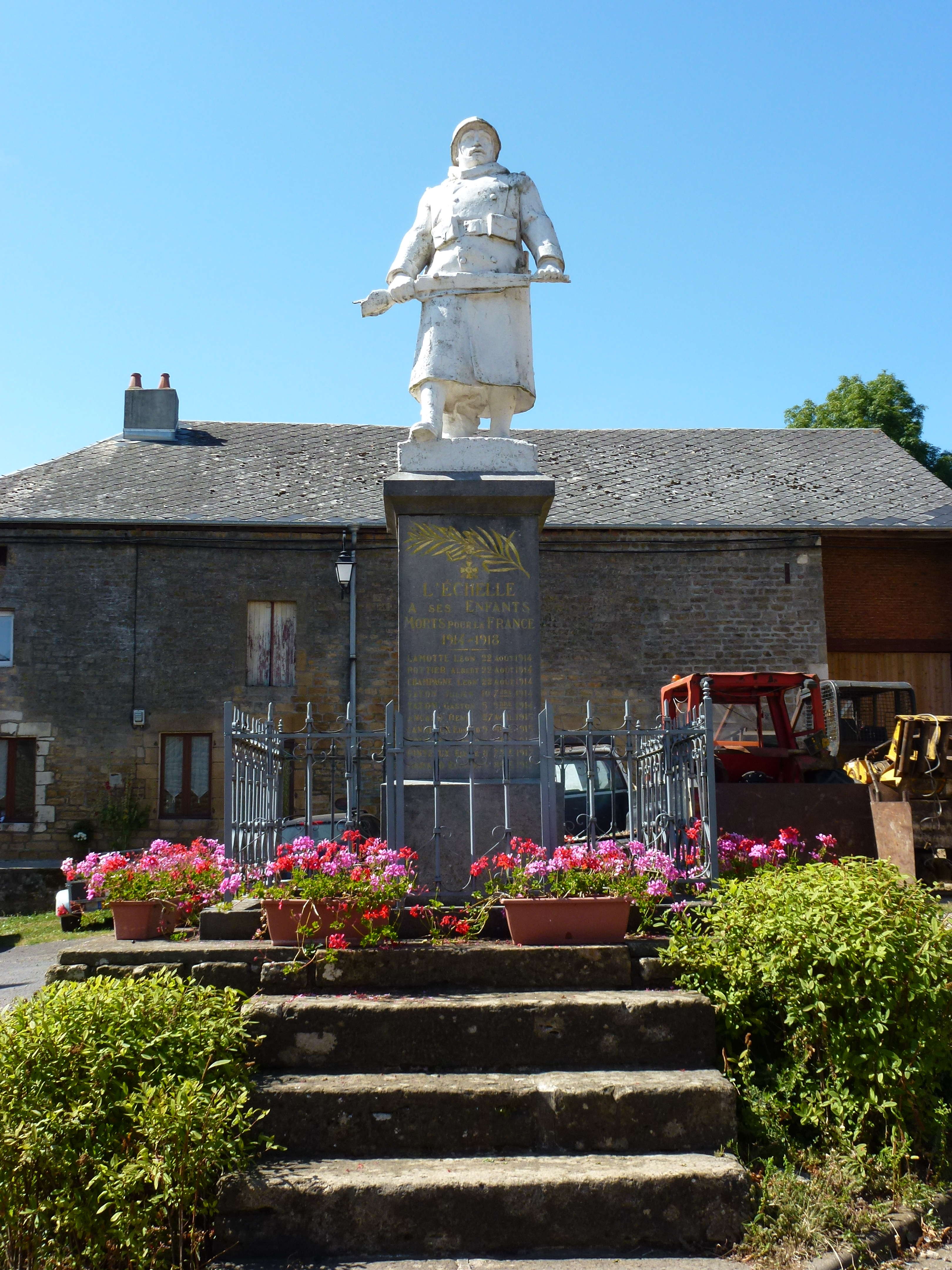
Памятник погибшим в Первой мировой войне
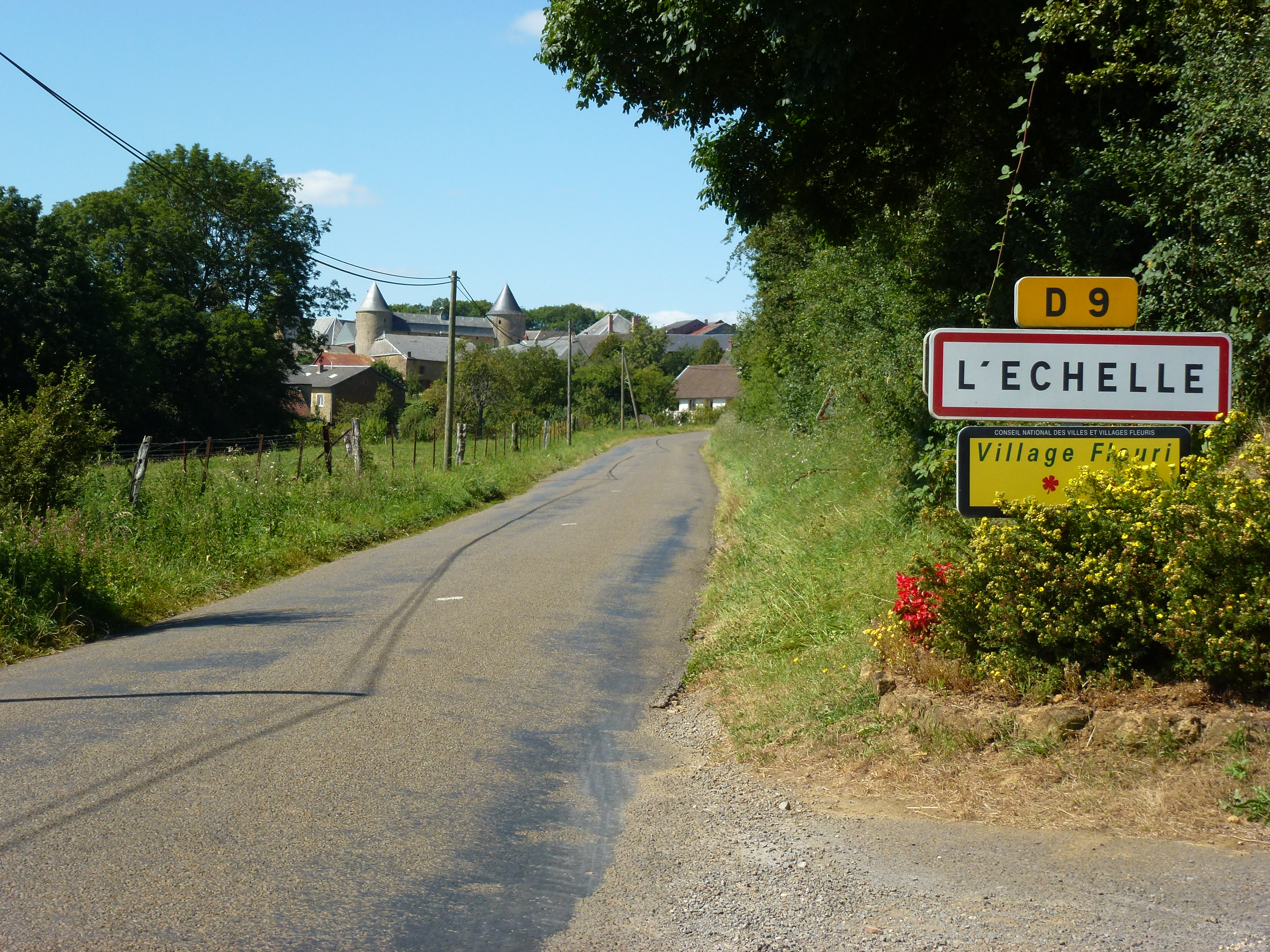
Въезд в Л’Эшель